# Ophrys eliasii
Ophrys eliasii är en orkidéart som beskrevs av fader Sennen, E.G.Camus och Aimée Antoinette Camus. Ophrys eliasii ingår i ofryssläktet, och familjen orkidéer. Inga underarter finns listade i Catalogue of Life.